# كلية مورهاوس
كلية مورهاوس (بالإنجليزية: Morehouse College)‏ هي جامعة خاصة للفنون الحرة للرجال السود تاريخياً في أتلانتا، جورجيا. ترتكز الجامعة على حرمها الرئيسي الذي تبلغ مساحته 61 فدانًا (25 هكتارًا) بالقرب من وسط مدينة أتلانتا، وتضم الجامعة مجموعة متنوعة من مساكن الطلبة السكنية والمباني الأكاديمية شرق مرتفعات أشفيو. إلى جانب كلية سبيلمان وجامعة كلارك أتلانتا وكلية طب مورهاوس، تعد الكلية عضوًا في اتحاد مركز جامعة أتلانتا. أسسها ويليام جيفرسون وايت في عام 1867 ردًا على تحرير الأمريكيين الأفارقة المستعبدين في أعقاب الحرب الأهلية الأمريكية، وتبنى مورهاوس نموذجًا جامعيًا للحوزة وشدد على التعليم الديني في التقليد المعمداني. خلال أواخر القرن التاسع عشر وأوائل القرن العشرين، شهدت الكلية نموًا مؤسسيًا سريعًا وإن كان غير مستقر ماليًا من خلال إنشاء منهج للفنون الحرة. أدت فترة ولاية بنجامين ميس التي امتدت لثلاثة عقود خلال منتصف القرن العشرين إلى تعزيز الموارد المالية، وازدهار التسجيل، وزيادة القدرة التنافسية الأكاديمية. لعبت الكلية دورًا رئيسيًا في تطوير حركة الحقوق المدنية والمساواة العرقية في الولايات المتحدة.
باعتبارها أكبر كلية فنون ليبرالية للرجال في الولايات المتحدة، كانت مورهاوس موطنًا لأحد عشر باحثًا من برنامج فولبرايت وخمسة من علماء رودس وخمسة من علماء مارشال، وهي الجامعة الأم للعديد من قادة الحقوق المدنية الأمريكية الأفريقية، بما في ذلك مارتن لوثر كينغ الابن وجوليان بوند ولاعب كرة القاعدة دون كليندينون. من بين خريجي مورهاوس، المعروفين تقليديًا باسم «مورهاوس مين»، خرّجت الكلية العديد من «الرواد الأمريكيين من أصل أفريقي» في الحكومة المحلية وحكومات الولايات والحكومة الفيدرالية وكذلك في العلوم والأوساط الأكاديمية والأعمال والترفيه.

## وصلات خارجية
- الموقع الرسمي